# Gregorio Tsamblak
Gregorio Tsamblak (en búlgaro: Григорий Цамблак, Grigoriĭ Tsamblak); (c.1365-1420) fue un escritor y clérigo búlgaro, metropolitano de Kiev entre 1413 y 1420. Su nombre también se escribe como Gregorije Camblak.
Nació en la capital del Imperio búlgaro Tarnovo en una familia rica. Tsamblak fue un discípulo del prominente hesicasta búlgaro Eutimio de Tarnovo. Después de la caída de Bulgaria bajo la dominación otomana después de las Guerras Búlgaro-Otomanas, emigró primero a Constantinopla, luego se convirtió en presbítero de la Iglesia de Valaquia y Moldavia y luego fue a Serbia, donde fue abad de Visoki Dechani hasta finalmente llegar a ser metropolitano de Kiev. En Visoki Decani escribió una biografía de Esteban Uroš III Dečanski.
En 1409 Gregorio Tsamblak llegó a Kiev. Continuó con las acciones del Metropolitano de Kiev Cipriano. En 1414 se convirtió en el metropolitano de Kiev. Participó en concilio de Constanza y pidió el acuerdo y las conexiones de la iglesia.